# Armstrong Whitworth A.W. 155 Argosy

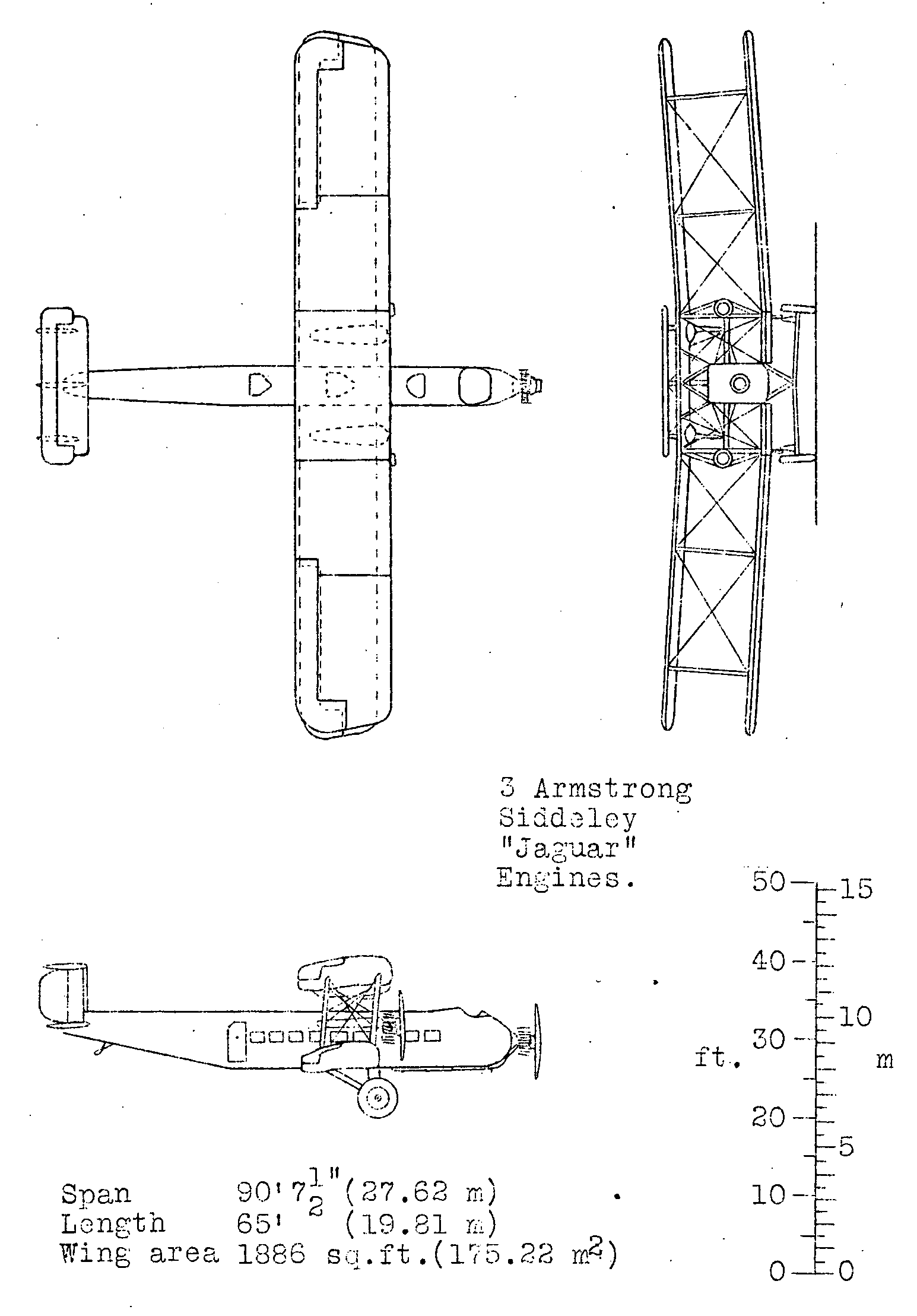
Armstrong Whitworth A.W. Argosy

Dimensions
L'Armstrong Siddeley A.W.155 Argosy est un biplan trimoteur commercial britannique de l'entre-deux-guerres. Il ne doit pas être confondu avec l'Armstrong Whitworth A.W.660 Argosy, qui est un quadriturbopropulseur de transport dont le premier vol n'eut lieu que début 1959.

## Pour répondre aux besoins desImperial Airways
Premier avion de ligne construit par Armstrong Whitworth, l’Argosy répondait à un programme émis en 1922 pour un trimoteur capable de parcourir 500 miles (805 km). Biplan de construction mixte, il s’agissait d’un trimoteur à voilure en bois et fuselage en tubes d’acier, le revêtement étant entoilé. Deux pilotes en poste ouverts étaient installés derrière le moteur central et vingt passagers pouvaient prendre place dans la cabine. 
Le prototype [G-EBLF] prit l’air le 16 mars 1926 avec des Armstrong Siddeley Jaguar IIIA de 385 ch, vol suivi d’une commande de 3 exemplaires par Imperial Airways. Cette compagnie, fondée en mars 1924 par regroupement de quatre compagnies privées, avait en effet hérité d’une flotte de treize avions de quatre types différents et souhaitait standardiser sa flotte autour de trois types d’appareils, tous multimoteurs. 
Le second appareil [G-EBLO] effectue son premier vol le 18 juin 1926 et fut le premier livré aux Imperial Airways, à peine un mois plus tard. La mise en ligne fut très rapide, puisque le [G-EBLO] effectua son premier vol commercial entre Croydon et Le Bourget le 16 juillet 1926. La compagnie nota immédiatement un engouement de la clientèle et une baisse du coût à la tonne/kilométrique. L’Argosy avait été conçu pour loger 20 passagers, mais le troisième appareil [G-EBOZ] fut livré début 1927 avec un aménagement de cabine modifié : deux sièges passagers étaient supprimés pour installer un galley qui permettait d'assurer un service de repas servi par un steward durant le trajet. Le 1er mai 1927 Imperial Airways inaugurait sur Londres-Paris le ‘Silver Wing’ service.

## Sur la route des Indes
La mise en ligne de l’Argosy sur Bâle, Bruxelles et Cologne, avec le même succès que sur Paris, incita la compagnie aérienne à passer une seconde commande pour 3 appareils supplémentaires [G-AACH/I/J], puis un quatrième [G-AAEJ], qui furent équipés de moteurs Jaguar IVA de 420 ch permettant de porter la masse totale maximale de 8165 à 8 709 kg. Après livraison de ces avions, désignés Argosy Mk II, les trois premiers exemplaires furent remotorisés et mis au standard. 
C’est également un Argosy qui inaugura la première liaison postale aérienne vers les Indes, le 30 mars 1929 en convoyant le courrier de Croydon à Bâle. Les sacs continuaient ensuite par train jusqu’à Gênes puis reprenaient l’air, avec diverses escales, jusqu’à Karachi. En mars 1931, durant un vol d’entrainement, le [G-AACH] City of Edinburgh s’écrasa à Croydon et prit feu ; en juin de la même année le [G-EBLF] City of Glasgow fit un atterrissage forcé près d’Assouan (Égypte). Si dans les deux cas les avions furent détruits, ces accidents ne firent aucune victime, mais en mars 1933 le [G-EBOZ] City of Arundel prit feu en vol pour une raison inconnue au-dessus de la Belgique et s’écrasa, faisant 15 morts (les trois membres d’équipage et les 12 passagers). Fin 1935 il ne restait qu’un seul appareil en service, le [G-AACJ] City of Manchester, utilisé par United Airways à Blackpool pour des baptêmes de l’air. En janvier 1936 British Airways fut constituée et le dernier Argosy fut réformé en décembre suivant. 

## Production
- 3 Argosy Mk I : G-EBLF City of Glasgow, G-EBLO City of Birmingham et G-EBOZ City of Wellington, rebaptisé par la suite City of Arundel.
- 4 Argosy Mk II : G-AACH City of Edinburgh, G-AACI City of Liverpool, G-AACJ City of Manchester, G-AAEJ City of Coventry.